# Arne Körtzinger
Arne Körtzinger (* 14. Juni 1963 in Bremen) ist ein deutscher Chemiker, Meeresforscher und Hochschullehrer. Er ist Sohn des Künstlers Wilfried Körtzinger und Großneffe des Malers, Bildhauers, Schriftstellers und Orgelspielers Hugo Körtzinger.

## Wissenschaftliche Laufbahn
Arne Körtzinger schloss den Besuch des Clemens-August-Gymnasiums in Cloppenburg 1982 mit dem Abitur ab und begann zwei Jahre darauf 1984 ein Studium der Chemie an der Universität Hannover, welches er ab 1987 an der Christian-Albrechts-Universität zu Kiel fortsetzte und 1991 mit dem Diplom abschloss. Im selben Jahr wurde er wissenschaftlicher Angestellter am Alfred-Wegener-Institut für Polar- und Meeresforschung in Bremerhaven und nahm dort an der „International Arctic Ocean Expedition 1991“ teil. Bis zu seiner Promotion in Meereschemie an der Christian-Albrechts-Universität zu Kiel 1995 war er seit 1991 Doktorand bei Jan Duinker am früheren Kieler Institut für Meereskunde, dem heutigen GEOMAR Helmholtz-Zentrum für Ozeanforschung Kiel, wo er auch seine Zeit als Postdoc bis 1999 verbrachte. Nach längeren Forschungsaufenthalten an der School of Oceanography, University of Washington, Seattle/USA sowie dem Alfred-Wegener-Institut für Polar- und Meeresforschung ist er seit 2001 Professor für Meereschemie am GEOMAR Helmholtz-Zentrum für Ozeanforschung Kiel. Dort leitet er seit 2010 die Forschungseinheit „Chemische Ozeanographie“ und war von 2015 bis 2017 Leiter des Forschungsbereichs „Marine Biogeochemie“.

## Ausgewählte Forschungsinteressen
- Marine Biogeochemie
- Mariner Kohlenstoffkreislauf – natürliche Prozesse und anthropogene Störung
- Mariner Sauerstoffkreislauf – natürliche Dynamik und Langzeittrends
- Entwicklung und Evaluation neuer Messverfahren
- Neue Ansätze der Ozeanbeobachtung[1]

## Tätigkeiten

### National
- 2004–2024: Konvent der Math.-Nat. Fakultät, Universität Kiel
- 2004–2010: Habilitationsausschuss der Math.-Nat. Fakultät, Universität Kiel
- 2004–2014: Stellvertr. Vorsitzender, Fakultätsausschuss Meereswissenschaften, Math.-Nat. Fakultät, Universität Kiel
- 2007–2014: Mitglied der Senatskommission für Ozeanographie der Deutschen Forschungsgemeinschaft
- 2008–2012 und 2014–2019: Mitglied des Vorstands, Exzellenzcluster „Ozean der Zukunft“
- 2008–2016: Mitglied des Wissenschaftlichen Beirates, Leibniz-Institut für Ostseeforschung, Warnemünde
- 2009–2014: Promotionsausschuss der Math.-Nat. Fakultät
- seit 2008: Fellow, Kiel Earth Institute (KEI)

### International
- 2004–2008: Scientific Steering Committee von IMBER (Integrated Marine Biogeochemistry & Ecosystem Research)
- 2005–2008: Co-Chair, Joint SOLAS/IMBER Carbon Implementation Group
- 2013–2018: Co-Chair, SCOR Working Group 142 „Quality Control Procedures for Oxygen and Other Biogeochemical Sensors on Floats and Gliders“[1]
- 2014–2023: Euro-Argo Scientific and Technical Advisory Group
- 2018–2023: Scientific Steering Committee von SOLAS (Surface Ocean – Lower Atmosphere Study)
- Seit 2019: UNESCO-Lehrstuhl für Integrierte Meereswissenschaften
- Seit 2021: 1. Vorsitzender der Annette Barthelt-Stiftung

## Auszeichnungen
- 1984–1991: Stipendium der Studienstiftung des deutschen Volkes
- 1999–2001: Habilitandenstipendium der Deutschen Forschungsgemeinschaft[1]

## Ausgewählte Publikationen
- J. Thomsen, I. Casties, C. Pansch, A. Körtzinger, F. Melzner: Food availability outweighs ocean acidification effects in juvenileMytilus edulis: laboratory and field experiments. In: Global Change Biology. Band 19, Nr. 4, 2013, S. 1017–1027. doi:10.1111/gcb.12109.
- A. Körtzinger: Der globale Kohlenstoffkreislauf im Anthropozän. Betrachtung aus meereschemischer Perspektive. In: Chemie in unserer Zeit. Band 44, Nr. 2, 2010, S. 118–129. doi:10.1002/ciuz.201000507.
- T. Tanhua, A. Körtzinger, K. Friis, D. W. Waugh, D. W. R. Wallace: An estimate of anthropogenic CO2 inventory from decadal changes in oceanic carbon content. In: PNAS Proceedings of the National Academy of Sciences. Band 104, Nr. 9, 2007, S. 3037–3042. doi:10.1073/pnas.0606574104.[2]